# Aristide Rey
Pour les articles homonymes, voir Rey.
Jules-Emille-Aristide Rey, dit Aristide Rey, né le 12 juillet 1834 à Grenoble et mort le 16 février 1901 à Paris, est un médecin, militant blanquiste sous le Second Empire puis directeur de la Bibliothèque nationale sous la Commune de Paris. Sous la Troisième République, il devient homme politique républicain et l'un des plus engagés dans la promotion des bataillons scolaires.

## Biographie
Aristide Rey est le fils d'Hugues Rey, marchand drapier de Grenoble, et de Françoise Chabert, le frère d'Édouard Rey (industriel gantier et sénateur-maire républicain de Grenoble) et époux d'Isaure Périer (militante de l’école et des droits de la femme avec André Léo).

### Sous le Second Empire
Aristide Rey commence ses études en médecine à Paris mais est exclu de la Faculté à la suite du congrès international des étudiants se tenant le 1er novembre 1865 à Liège. En effet, durant cette réunion, le pape est attaqué et on promeut la nécessité de l'athéisme comme seule base du progrès social. Immédiatement, l'Empire ordonne aux juridictions universitaires d'expulser sept étudiants dont Rey fait partie avec ses camarades Albert Regnard, Germain Casse, Victor Jaclard, etc.
À cette époque, une amitié le lie particulièrement aux frères Élisée et Élie Reclus ainsi qu'à James Guillaume, rencontrés au sein de l'Association internationale des travailleurs (AIT). Avec eux, il appartenait au comité de rédaction du journal La République des Travailleurs (organe de l'AIT, section des Batignolles et Ternes). Rey fut aussi un ami de Paul Robin.

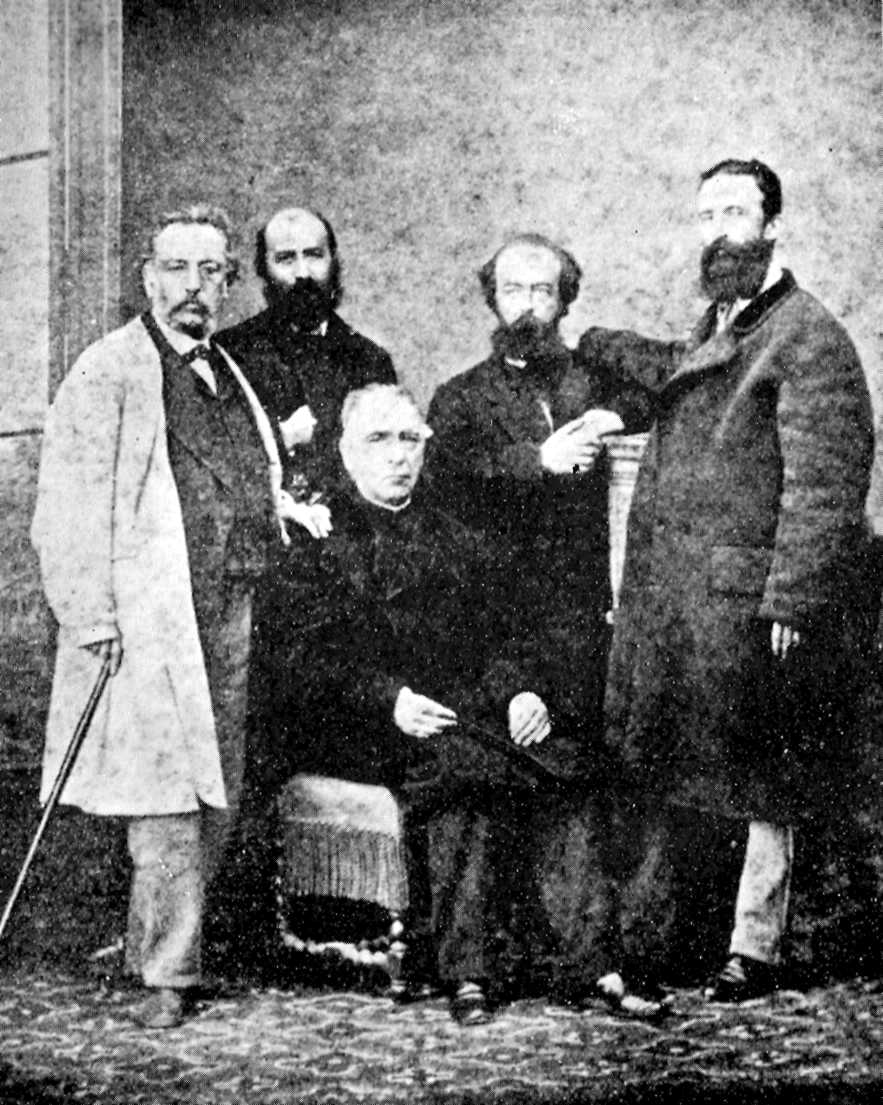
Fernando Garrido, Aristide Rey, Élie Reclus Giuseppe Fanelli, José María Orense (assis) à Madrid vers 1869.

Il assista à Genève au premier congrès de l'Internationale en septembre 1866. Il était à Berne au "Congrès de la Ligue de la Paix et de la Liberté" le 25 septembre 1868, mais dans la minorité qui se retira afin de fonder "l'Alliance internationale de la démocratie socialiste" qui fut une section de l'Internationale. À la fin de l'année 1868 il est allé militer en Espagne avec Élie Reclus et Giuseppe Fanelli, de manière trop républicaine selon Bakounine.
Du 6 au 12 septembre 1869, il assista au 4e congrès de l'Internationale de Bâle. Il a dirigé la Bibliothèque nationale avec Élie Reclus pendant la Commune de Paris, puis fuyant la répression versaillaise, il s'enfuit en Suisse et en Italie. En janvier 1871, il est signataire de "l'Affiche rouge" puis il fut présenté par l'Internationale aux élections de février, aux côtés de Benoît Malon, en tant que socialiste révolutionnaire.

### Après l'amnistie
Il fut amnistié en 1879, puis rentra à Paris où il fut élu conseiller municipal du Ve arrondissement. Dès le 4 novembre 1880, il saisit le Conseil municipal pour organiser les enfants des écoles communales de garçons en bataillons armés afin de leur inculquer l'esprit républicain et de combattre l'esprit de caste des armées permanentes ; sa proposition était approuvée le 19 juillet suivant ; un premier bataillon puis d'autres se formèrent rapidement. 
Aristide Rey fit ensuite partie d'une commission de l'orphelinat Prévost à Cempuis dirigé par Paul Robin. Abandonnant ses idées libertaires il fut élu député républicain de l'Isère de 1885 à 1898. En 1885 il se présente sur la liste du comité radical, mais il passe dans le groupe des républicains modérés aux élections de 1893 (réélu au scrutin de ballottage car une partie de ses électeurs s'était tournée vers le candidat socialiste). Aux élections de 1899, les socialistes lui opposent le disciple favori de Jules Guesdes, le jeune Alexandre Zévaès, qui l'emporte face avec l'appui des voix radicales.
Aristide et Isaure Rey sont morts sans enfants. Amateurs d'art, ils léguèrent une partie de leur collection au musée de Grenoble.
Il existe un portrait d'Aristide Rey, par Jules Bernard (élève d'Ernest Hébert).

## Sources
- « Aristide Rey », dans Adolphe Robert et Gaston Cougny, Dictionnaire des parlementaires français, Edgar Bourloton, 1889-1891 [détail de l’édition]

## Ouvrage
Aristide Rey, Les bataillons scolaires et la Révolution française, in La Revue pédagogique, no 11, 1882, II, p. 555.